# Гърло на бутилка
„Гърло на бутилка“ е ефект в популационната генетика, под който се разбира еволюционно събитие, при което значителна част от една популация или един вид загива или по някаква причина е възпрепятствана да участва в размножителния процес. Ефектът се наблюдава при неколкократно, поне над 50% намаление. 
Ефектът „гърло на бутилка“ увеличава генетичния дрейф, тъй като неговият относителен дял е обратнопропорционален на размера на популацията. Той води и до увеличаване на близкородственото кръстосване, вследствие намаления избор на партньор за размножаване (виж малка по размер популация).
Разновидност на ефекта „гърло на бутилка“ може да се наблюдава в случаите, когато малка група се отдели от основната популация. Тогава се говори за ефект на основаване.